# 鳳山縣舊城
鳳山縣舊城，又稱左營舊城，位於臺灣高雄市左營區，是臺灣首座土城:1。該城池原先是清代鳳山縣的縣治所在地，故稱為鳳山縣城。然而由於林爽文事件（1786年）時，於南部呼應起事的莊大田勢力攻破鳳山縣城（土城），之後官署等遂移往埤頭街（今鳳山區），並新蓋了一座城池:1。因此相對於「新城」，原本的縣城就被稱為「舊城」。後來道光六年（1826年）舊城從土城改建為石城，但縣治因故並未從新城遷回:1、2。
舊城保存下來的東門、南門、北門及城牆、護城濠及北門外之鎮福社及拱辰井，於民國74年（1985年）公告為一級古蹟（現為國定古蹟）。而後在2011年、2015年、2018年又陸續將西門段城牆殘蹟納入古蹟範圍。臺灣現存的城池中除恆春縣城外，當屬鳳山縣舊城保存最為完整。

## 歷史

### 建城經過

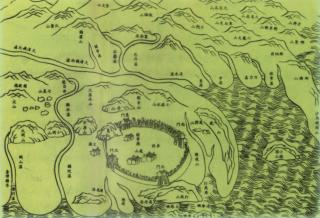
臺灣府志中的鳳山縣治圖

清康熙廿三年（1684年），台灣府正式被納入大清帝國版圖，並在南部設置鳳山縣。當時，原本縣治的設置地點考慮是設在鳳山莊，但因為興隆莊在明鄭時期已經開發，且有龜山、蛇山的屏障，再加上清初著重於海防的佈署，所以最後縣治被定在了興隆莊（現今的左營區）。然而在設置縣治初期，官員仍然在接近府城的土墼埕辦公，而興隆莊方面僅在蓮池潭旁建立文廟:42。直到康熙四十三年（1704年）奉文歸治後，當時的知縣宋永清才在興隆莊修築縣署等設施:45。同時，縣治周邊還種植了莿竹以分隔內外:47，這是因為清初採用「不築（磚石）城」政策，因此莿竹成為了一種替代性的防禦方式:48。
然而，直到康熙六十年（1721年），朱一貴在臺灣南部舉事並首先攻破了鳳山縣治，導致縣署受到破壞而殘破不堪:55。此事件之後，為了強化武裝，康熙六十一年（1722年），知縣劉光泗在興隆莊以土埆建築了臺灣首座土城:55。當時的城垣「左倚龜山，右聯蛇山」，東北部的城牆跨越龜山，西南部的城牆跨越蛇山，此外還設有四座城門。而文廟和鳳邑舊城城隍廟一帶，則被納入了縣城北門之外:55。
之後，雍正十二年（1734年），知縣錢洙在城牆外增建了刺竹三重以增強防禦:61。至乾隆二十五年（1760年），知縣王瑛又在四座城門側增建砲臺各一座。:97

### 改建石城

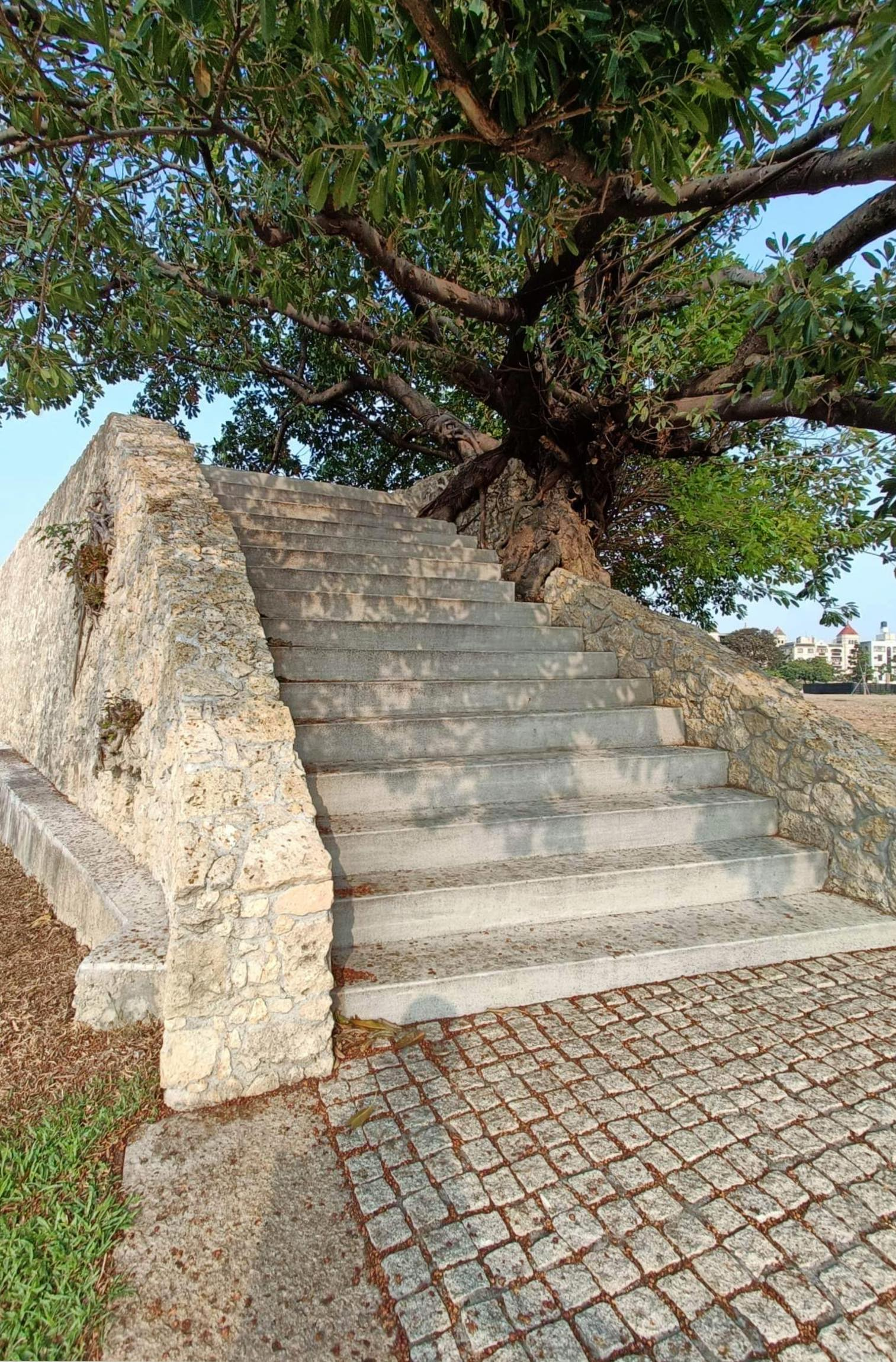
西門段城垣殘跡

1786年，臺灣中部發生了林爽文事件，其南部的黨徒莊大田響應并攻破了縣城:67。為了防止類似事件再次發生，乾隆帝於在乾隆五十二年一月廿一日（1787年3月10日）表示，在此次事件平定後，可將臺灣的五座城池改建為磚石城垣。然而，一年後的1788年3月2日，乾隆帝再次改變了主意，僅允許將臺灣府城與嘉義縣城改建為磚石城，鳳山縣城、彰化縣城和淡水廳城仍然保持原有的莿竹城。:67、68
隨後，乾隆帝派遣工部侍郎德成到台灣，與福康安、福建巡撫徐嗣曾共同籌畫在臺灣築城的計畫。在德成和福康安於1788年6月的聯名上奏中，提到鳳山縣城曾遭到相當嚴重的摧殘，居民也很少遷回，訪查之下輿論，表示希望將縣治遷到埤頭（今鳳山區）街:69、70。福康安之〈奏為查看南路情形並抵郡城日期奏摺〉也建議將鳳山縣治遷往埤頭街，並調整營汛，之後乾隆帝在朝議上同意將縣治遷移。:70
然而，乾隆六十年（1795年），當地人士陳周全與陳光愛興兵，雖為理番同知朱慧昌平定，但在1805年，自封「鎮海威武王」的海盗蔡牽和吳淮泗攻陷了埤頭街縣城。儘管理番同知朱慧昌平定了這次事件，但將軍賽沖阿在事件之後上奏，認為新城形勢不如舊城，建議將縣治遷回。嘉慶帝於嘉慶十二年（1807年）同意了賽沖阿的提案，將縣治遷回興隆莊。:75到了1810年，縣治已開始回到舊城。同年閩浙總督方維甸提出建議，將興隆莊舊城改為磚石城，並改將龜山圍入城內。:76。
道光三年（1823年），閩浙總督趙慎命臺灣知府方傳穟（方維甸之侄）籌建鳳山縣城，但因籌資認捐困難，申請經費遭戶部批駁，最終導致建城計畫被迫中止:76、77。然而在隔年楊良斌之亂爆發後，居民感到極度恐慌，便想要返回興隆里舊城。此時，方傳穟抓住機會提倡官民捐資，最終籌集了14萬銀元（民間捐款約占七成五），由知縣杜紹祁督建。為了降低成本，建築材料大多採用當地的咾咕石和三合土，並將城池的範圍進行了一些調整。城池的建設開始於道光五年七月十五日（1825年8月28日），分為四個組別，以拼場施工的方式進行。而該城池於道光六年八月十五日（1826年9月16日）落成:79，成為臺灣第二座磚石城（第一座為彰化縣城）:79。
在建設過程中，城池的範圍有所變更，蛇山被捨棄，全圍龜山在城內，因此也有所謂「捨蛇圍龜」之說。此外，縣署等公共建築的建設費用為2萬5千元，築城費用為番銀9萬2106元，總共花費了11萬7106元。:80

### 石城閒置
然而新的興隆莊城池完工後，官民卻拒絕遷入:81。甚至有知縣杜紹祁卻在這時得急病死亡，眾人指舊縣城「煞氣太重」，根本是不祥之地的傳聞，但此說有史實有出入:81。另外也有說法認為石城「捨蛇圍龜」敗了風水，是縱放蛇精而讓吉獸神龜動彈不得:87。杜劍鋒認為官民之所以不願回去興隆莊的原因，是曹公圳水利開發成功，且埤頭街位於通衢要衝，有交通地理產業上的優勢:81。
道光廿七年九月十五日（1847年10月23日），閩浙總督劉韻珂巡臺後上奏，請求將鳳山縣縣治再次遷回埤頭街，清廷之後同意此提議:83。但延至咸豐三年（1853年）林恭變亂平定後，文武衙署才正式遷移埤頭街。
在縣治再次遷移之後，舊城變成「舊城汛」的駐守之地:87。咸豐三年（1853年），舊城汛的規模是千總1員，兵丁116名，但之後仍持續縮減:87。此外舊城內的街肆只剩下「大道公街」，人口500多戶:132。不過北門外的埤仔頭街、店仔頂街仍有發展:133。

### 城垣毀損
日治初期，舊城因為位於邊陲，並未有太大的變動:139。但在大正十年（1921年）的「第二次擴大高雄都市計畫」中，為開闢「高楠公路」（今左營大路），因此拆除部分城垣，並將南門一帶規劃成圓環:141。之後在昭和三年（1928年），為了方便舊城驛（後來的左營車站）的客貨往來，而拉直車站前道路（今勝利路）:145。為此政府拆除了龜山一帶的北門段城垣，並將大小龜山分開（風水上說是將神龜的頸部切斷）:145。
1933年，鳳山縣舊城依《史蹟名勝天然紀念物保存法》列入「國指定史蹟」，並列入高雄州指定史蹟。後來隨著軍事南進政策的推展，昭和十三年（1938年）日軍將左營港（原名「萬丹仔港」）建為軍港，且在後勁設第六海軍煉油廠。為了保護左營軍港，居制高點位置的舊城及龜山，於昭和十五年（1940年）時被畫為軍區，將舊城內的左營庄役所、寺廟、舊城教會，及居民五十餘戶，全部強制遷出，導致城內文物蕩然無存。當時桃子園與舊城西門的居民，被遷到舊城南邊的新莊仔:145。
二次大戰後，延續著日本的軍區規劃，中華民國海軍在民國36年（1947年）將左營設為第三軍區:151。而後自民國37年（1948年）起，在海軍總司令桂永清指示下，先是從第二軍區青島撤來造船所的機具，而後海軍司令部、海軍官校等部門也遷到左營:151。而隨著海軍部隊進駐左營，隨之而來的眷屬也跟著來到左營:151。除了利用日本海軍遺留的宿舍，也有蓋起新的眷舍:151。而在左營海軍眷村中，在舊城內的眷村有海光三村、勝利新村與東自助新村三處眷村（北門內舊城巷則未以新村命名）:152。然而部分單身官兵及無軍籍的民眾，因為沒有可配給的眷舍，便在舊城搭起違建居住:154。這些違建主要分布在北門到西門間，以及東門到小龜山間的城垣周邊:152。
民國50年（1961年），南門一帶開闢成圓環，並在四周加設鐵欄杆:154。民國58年（1969年），為了解決交通流量問題拓寬車道，將南門的圓環規模縮小:154。

### 保護與復建
文化資產保存法公布實行後，民國74年（1985年）8月19日，內政部公告，含東門、南門、北門及城牆、護城濠及北門外之鎮福社和拱辰井為一級古蹟。之後高雄市整理請學者李乾朗進行舊城的調查研究，後於民國77年（1988年）5月到民國82年（1993年）之間進行舊城的修復:171。
民國100年（2011年），位於左營中正路及左營大路中之三角公園內的城牆遺跡與西自助新村內的西門段城牆遺構，被當時的行政院文建會（後改為文化部）指定，納入國定古蹟範圍。民國103年（2014年）3月，西自助新村拆除過程中發現西門城門座以及城牆遺跡，並於103年5月提報至文化部，請其審議指定為國定古蹟鳳山縣舊城範圍。
2016年文化部提出「再造歷史現場」的專案計畫，強調有形文化資產價值必須加以延伸。高雄市政府提出以左營「鳳山縣舊城」為核心的「左營舊城見城計畫」，以再現歷史文化空間場域為目標，透過「重建臺灣第一石城」、「縫合龜山串接蓮潭」、「歷史堆疊城市考古」、「舊城門戶重塑再造」、「貫穿古今散步舊城」五大計畫，重建並重見舊城歷史現場:184。該計畫已獲文化部核定，預計要以8年、20億經費重現國定古蹟左營舊城歷史現場，包括舊城殘跡修復、引水恢復護城河舊貌景觀、「南門」連結城牆等，是台灣有史以來最大規模的文化資產計畫。2023年4月，見城之道第1階段工程(北門經小龜山至東門段)及西門遺址公園開放。

## 城池規模
在土城時期，鳳山縣舊城的城池布局為「左倚龜山，右聯蛇山」，整座城池呈東北－西南走向:55。根據《重修鳳山縣志》的記載，「城周長八百一十丈，城高一丈三尺，護城河寬一丈，深八尺:56。此外，整座城池共設立四座城門:80:118。
石城時期，鳳山縣舊城的城池規模進一步擴大，城周長達一千兩百二十四丈（約四公里），另有八百六十四丈之說:79。城池的壁體主要由位於打鼓山一帶的咾咕石砌成，斗拱則使用來自中國大陸的花崗石條砌成。在城牆的適當位置處，建有四座礟臺，每座高度均為一丈三尺:80。
在日治初期，舊城整體脈絡及輪廓大致上仍維持原有樣貌，但因高雄都市計畫施行，高楠公路左營段的開闢而造成了南門兩側部分城牆及北門和西門間的城牆的拆除，同時也在左營舊聚落和廍後之間形成新的現代化街道，後期因南進政策於軍事上之需求，使得舊城聚落的西側大半部也都被劃為軍區，造成清領時期城內空間脈絡受到破壞。戰後時期，因大批軍民撤退來到台灣，急需住宅空間的情況下，許多眷村選擇於縣舊城範圍內興建。為了節省建材和經費，眷舍將舊城城牆納入建築之中，與城牆共構形成特有情況。然而，為了生活方便，眷村居民在城牆上開窗戶和門，導致城牆的破壞，進一步破壞了城內空間脈絡和舊城城牆。
現在的鳳山縣舊城城內空間型態，雖然受到時代背景影響，與清領時期已有相當的差異。但是，透過歷史圖資和現況的對照，仍然能夠發現各時期的特有元素及遺跡群。

### 現存遺跡

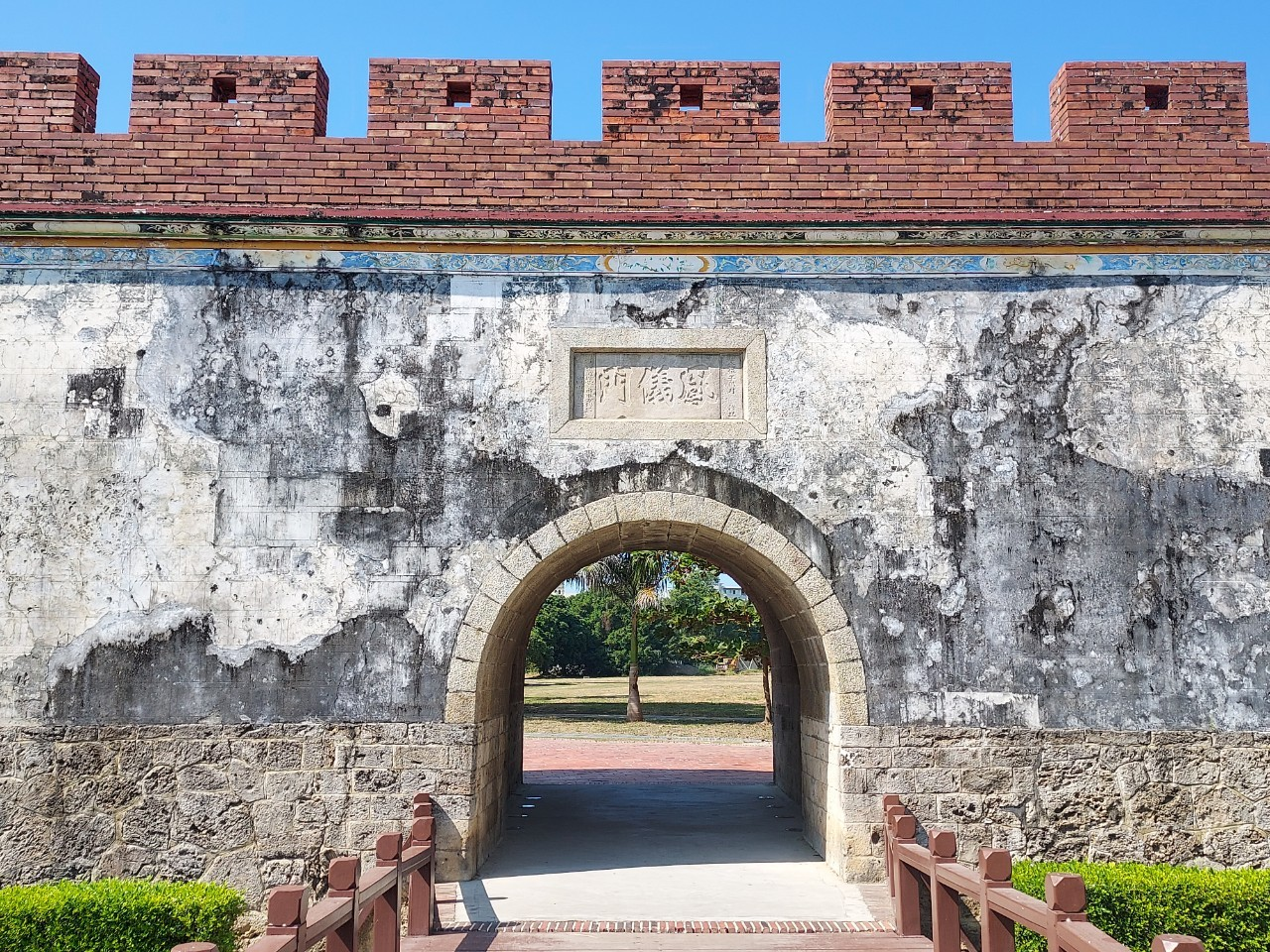
東門外側立面
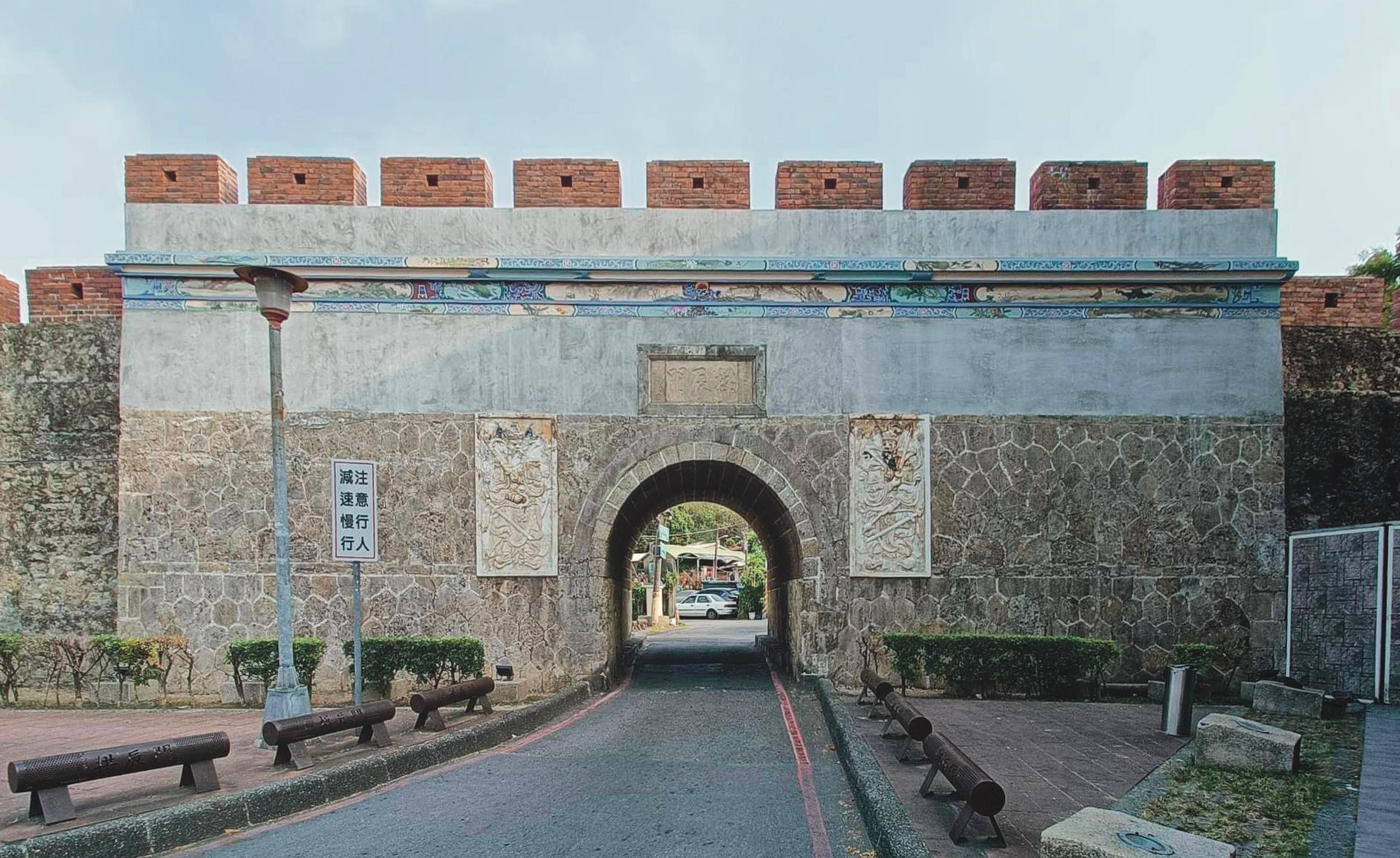
北門外側立面
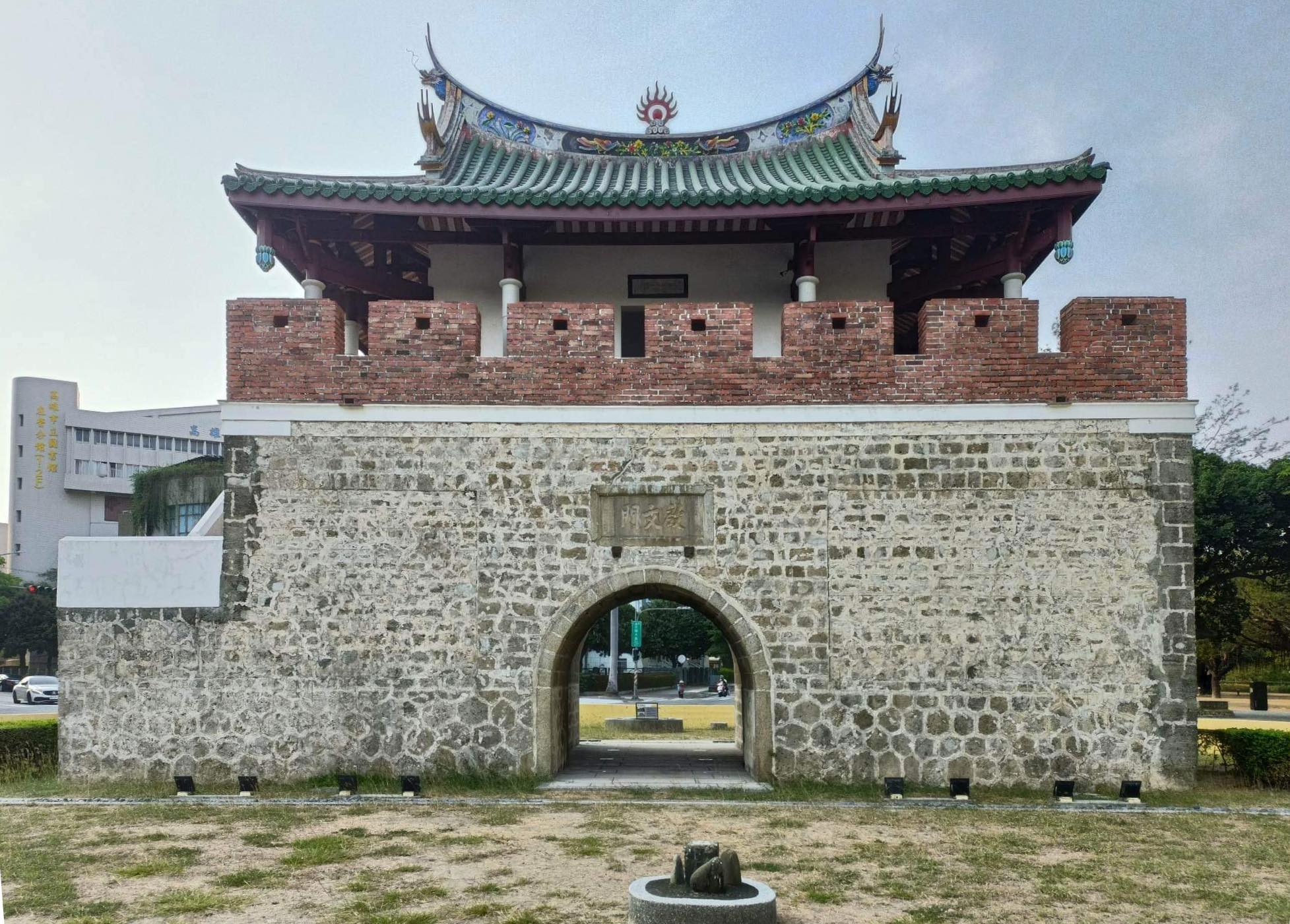
南門外側立面
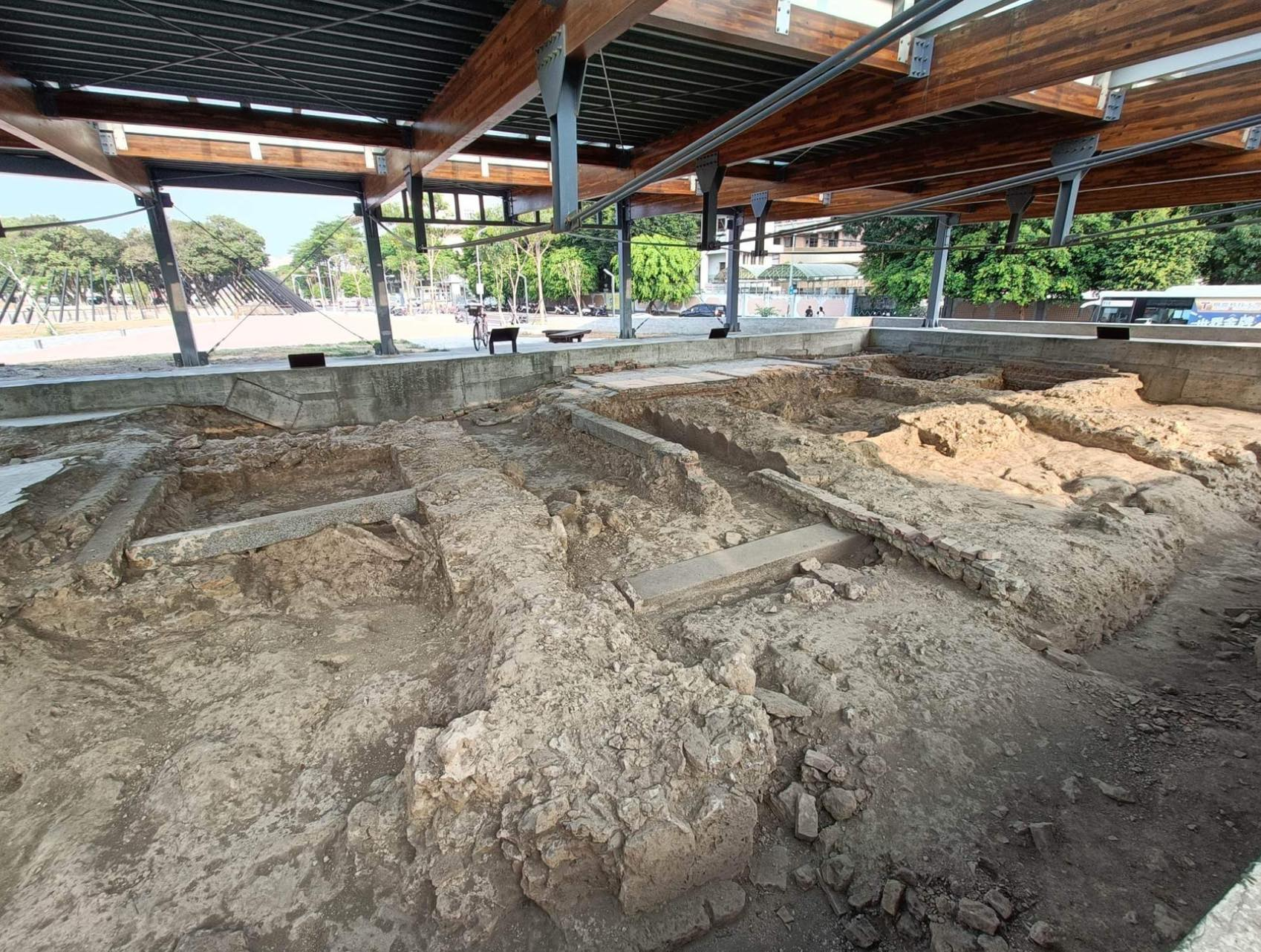
西門遺跡

根據文化部文化資產局所公佈的四次公告範圍的相關內容，以下進一步以該公告範圍之登記表列出：
1985年公告範圍
此次公告範圍的面積為4,765平方公尺，公告範圍包括：
- 北門「拱辰門」[1]:80
- 南門「啟文門」[1]:80
- 東門「鳳儀門」[1]:80
- 東門段護城河及橋墩
- 東門段城垣殘蹟（共414.536公尺）
- 北門段城垣殘蹟（共144公尺）
- 鎮福社
- 拱辰井

2012年公告範圍
此次公告範圍包括西門段城牆遺構，總面積為4,051平方公尺，包括左營區興隆段756、810-1、807-2、808-1、811等5筆土地。
2016年公告範圍
此次公告範圍包括西門段城段殘跡及西門遺跡，總面積為28,773平方公尺，包括左營區興隆段區域等共26筆土地。
- 西門「奠海門」遺址

2018年公告範圍
此次公告範圍包括了左營大路四巷段城牆等5段殘蹟，總面積為88,590平方公尺。包括：
- 海軍出版社段（49.6公尺、左營區興隆段180、180-67、180-84、180-91、621之土地）
- 龜山蓮池潭段（129.6公尺、左營區左東段1057、1057-1、1058、1058-2等共4筆土地）
- 海強幼稚園段（左營區興隆段161-1、162-1等2筆土地）
- 眷文館段（443公尺、左營區興隆段等共21筆土地）
- 左營大路四巷段（44.9公尺、左營區興隆段180-6、180-7共2筆土地）

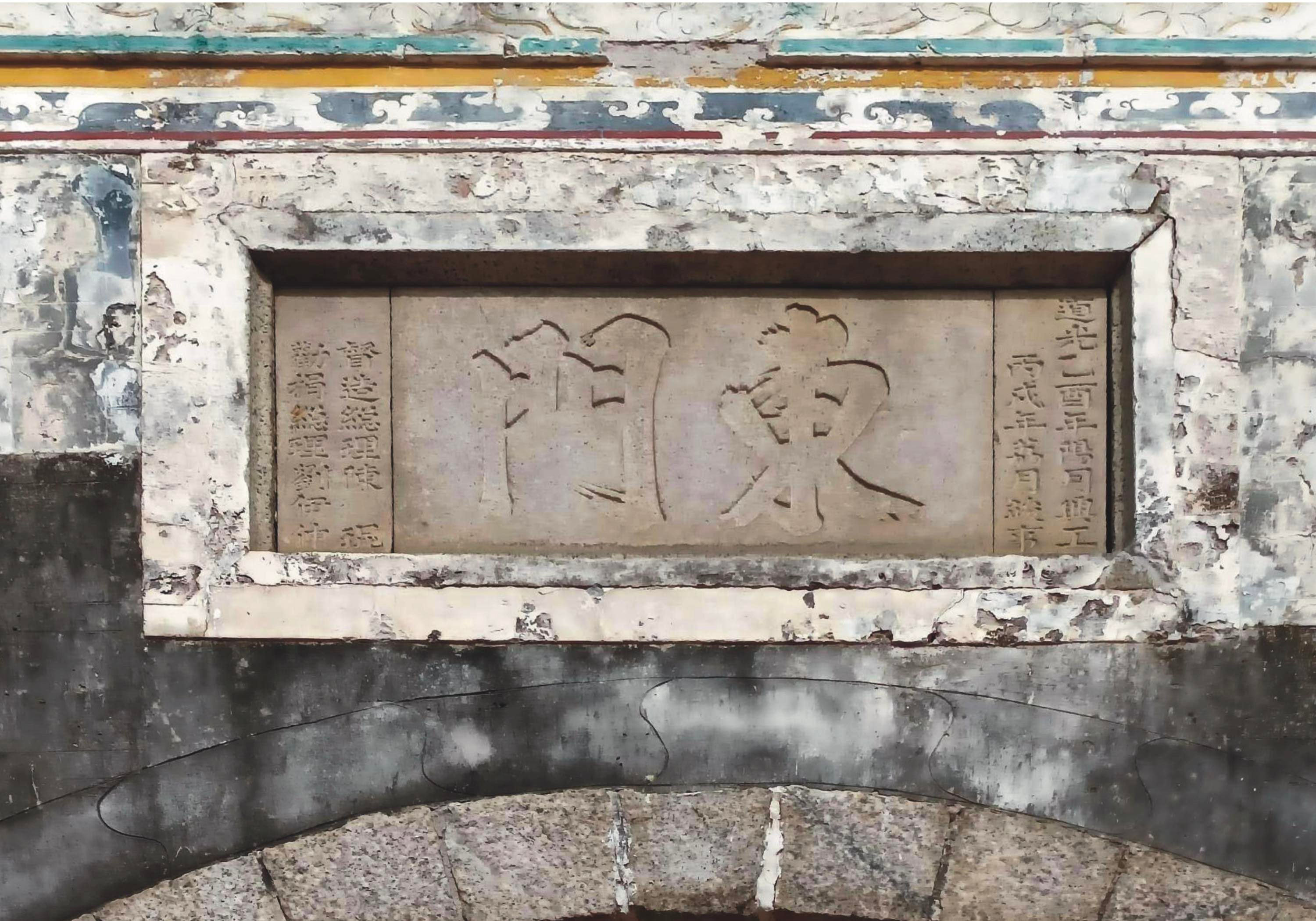
東門門額
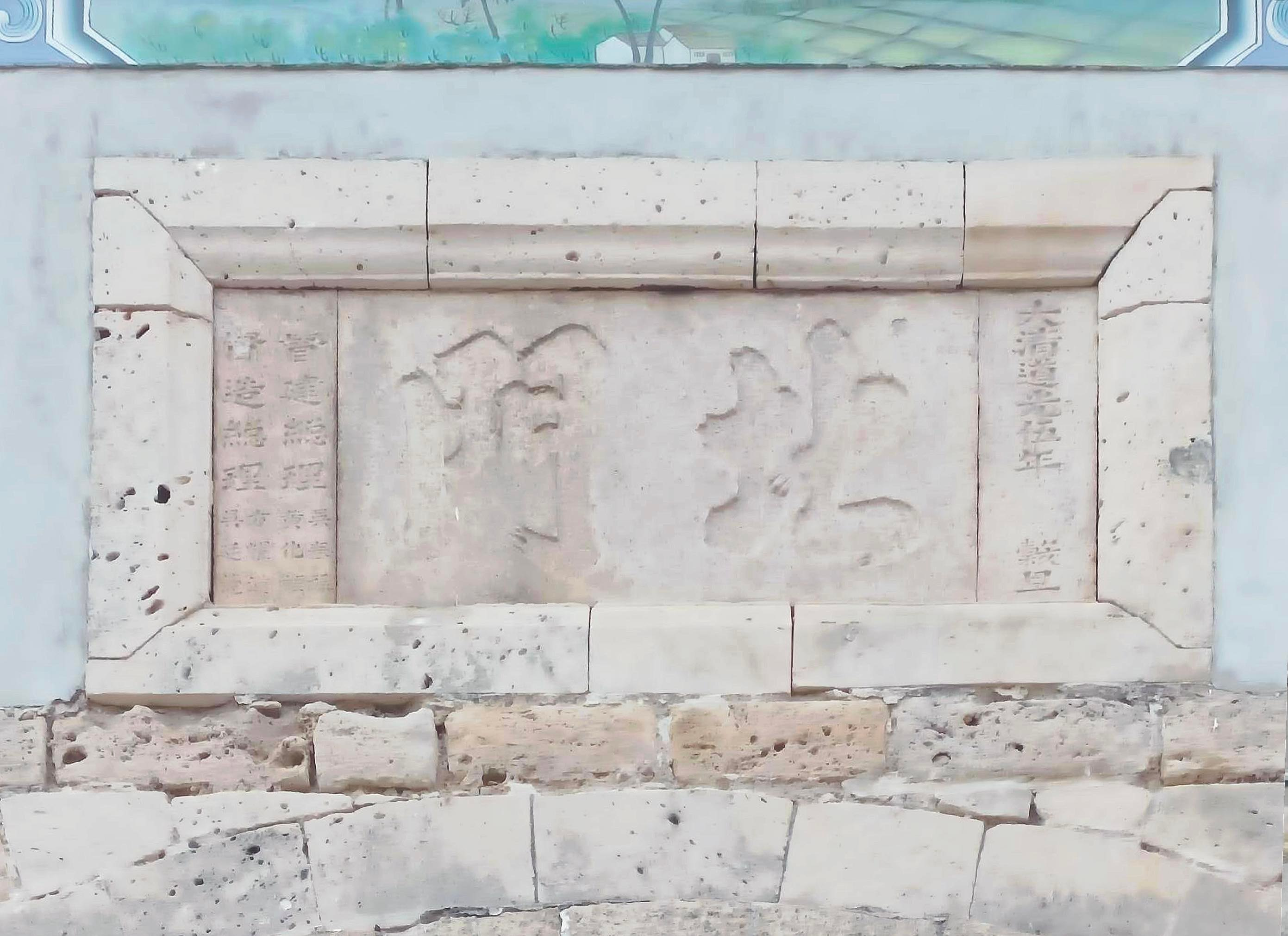
北門門額
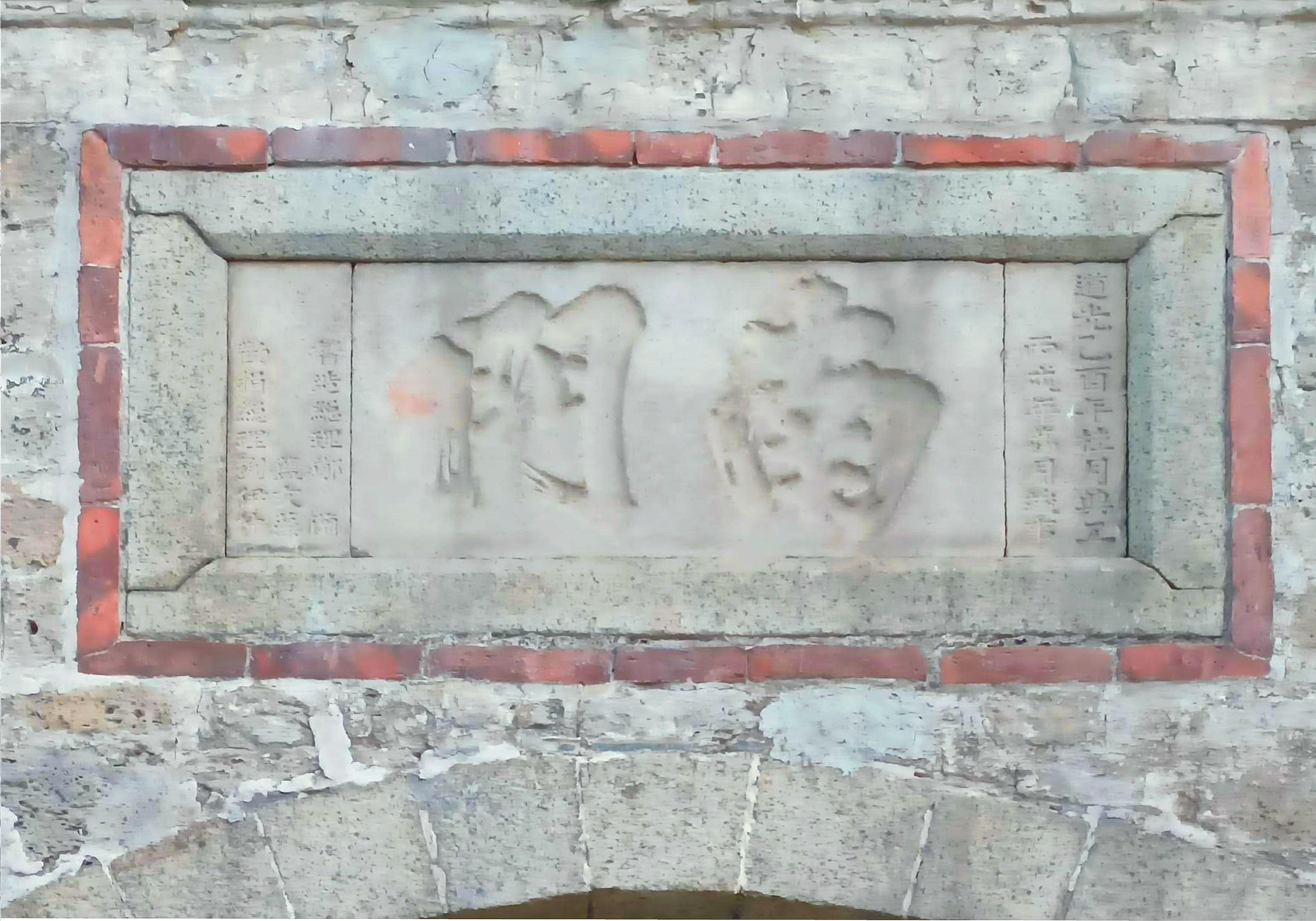
南門門額
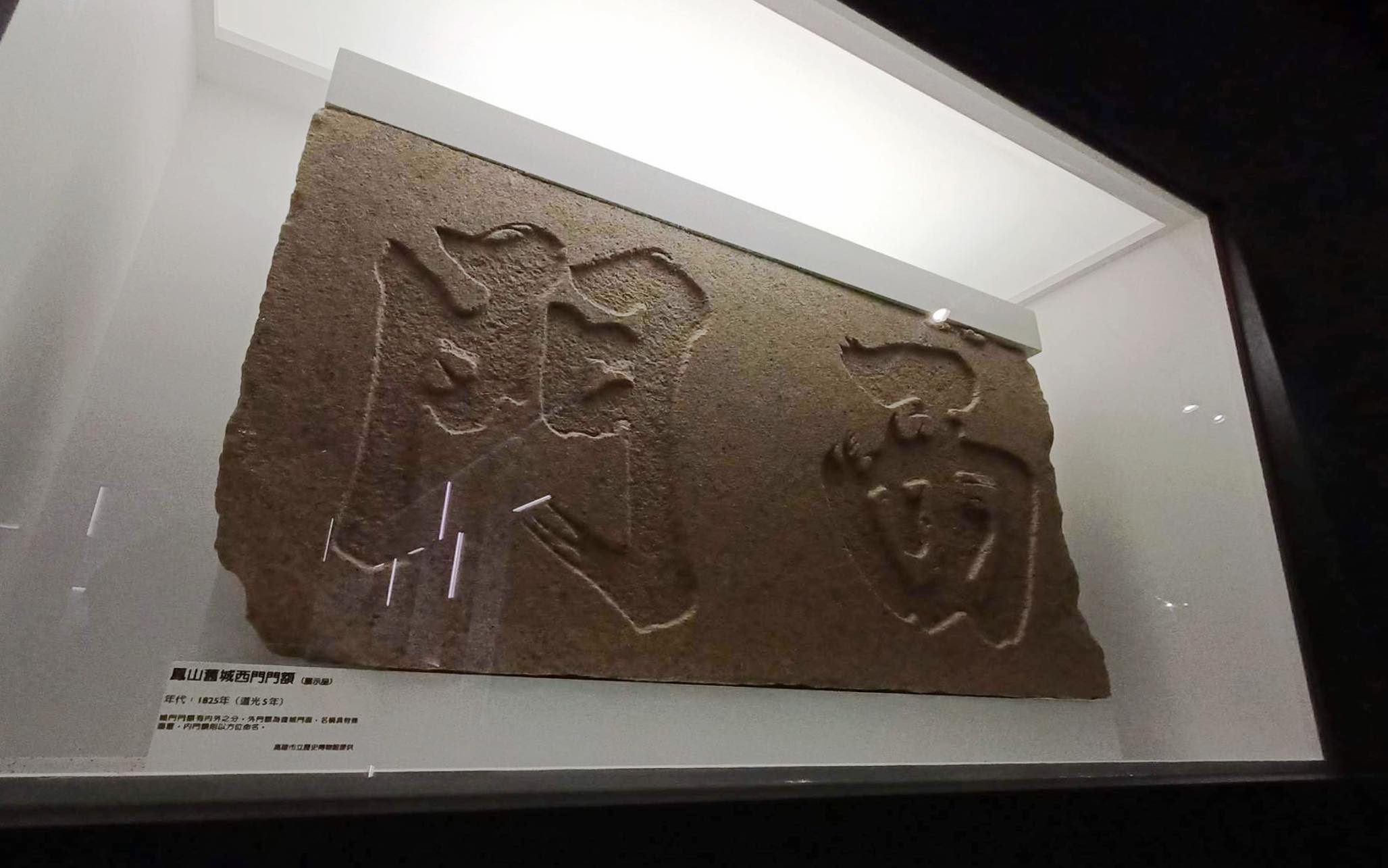
西門門額

## 城池狀況

### 城內
根據文獻資料推斷城內建物，清領時期舊城內的重要公共建築有鳳山縣署、參將署、守備署、典史署等:89、90。而雖然《鳳山縣志》記載參將署、守備署都在康熙廿三年（1684年）建，典史署則在康熙廿二年（1683年）建，但此說法與蔣毓英《臺灣府志》不符:89。
| 名稱     | 位置       | 簡介                                                                               |
| -------- | ---------- | ---------------------------------------------------------------------------------- |
| 鳳山縣署 |            | 康熙四十三年（1704年）左右建立                                                     |
| 參將署   | 縣治之右   | 據蔣毓英《臺灣府志》的說法，原本設在「鳳山庄」。約在康熙卅五年（1696年）以前建於興隆 |
| 守備署   | 參將署之前 | 康熙卅五年（1696年）尚未建於興隆                                                   |
| 典史署   | 縣治之西   | 約在康熙卅五年（1696年）以前建於興隆                                               |

城內寺廟有慈濟宮（大道公廟）、興隆寺（觀音亭）、龜峯巖（樓仔頂媽）、廣濟宮（王爺廟）、關帝廟、三山國王廟、開漳聖王廟、泗洲佛寺、伽藍爺廟、山川壇、八蜡廟、火神廟、節孝祠、潮軍義勇祠等，其中尤以慈濟宮、興隆寺及龜峯巖香火最為鼎盛。後來許多廟宇因為舊城沒落而消失，最後的四間廟宇在中日戰爭時被迫遷出城外。
| 名稱           | 創建年代                 | 位置           | 備註                                                   |
| -------------- | ------------------------ | -------------- | ------------------------------------------------------ |
| 慈濟宮         | 康熙五十八年（1719年）前 | 縣署前大街     | 1939年因為舊城劃為軍區而搬遷，1950年於埤子頭重建:162。 |
| 興隆寺         | 康熙廿八年（1689年）     | 龜山麓         | 1940年左右拆除，1948年於新吉莊重建:162。               |
| 龜峯巖         | 康熙廿二年（1683年）     | 龜山頂         | 1940年左右拆除，神像寄奉在興隆淨寺:162。               |
| 廣濟宮         | 乾隆五十四年（1789年）   | 南門內         | 舊城劃為軍區後神像便不知去向                           |
| 關帝廟         | 雍正五年（1727年）       | 東門內         | 神像今存於左營啟明堂                                   |
| 三山明貺國王廟 | 康熙年間                 | 北門內龜山腳下 | 後遷於南門建廣濟宮                                     |
| 王爺廟         | 乾隆初年                 | 南郊蛇山麓     | 神像後合祀於廣濟宮                                     |
| 開漳聖王廟     | 創建莫考                 | 北門內         |                                                        |
| 伽藍爺廟       | 道光廿九年（1849年）     | 西門內         |                                                        |
| 社稷壇         | 創建莫考                 | 北門內         |                                                        |
| 風雲雷雨山川壇 | 創建莫考                 | 北門內         |                                                        |
| 邑厲壇         | 創建莫考                 | 北門內         |                                                        |
| 火神廟         | 道光廿九年（1849年）     | 東門內         |                                                        |
| 八蜡祠         | 康熙四十五年（1706年）   | 龜山山麓北側   | 神像今存於左營豐穀宮                                   |
| 烈女節婦祠     | 康熙四十八年（1709年）   | 北門內         |                                                        |
| 潮軍義勇祠     | 光緒四年（1877年）       | 龜峯巖旁       |                                                        |

城內重要街道據《重修鳳山縣志》的記載，則有縣前街（又稱大道公街）、下街仔、南門口街、大街、總爺口街、北門內街等六條，而以縣前街最為繁榮:63。但到了縣治遷移之後，人口流失，城內只剩下大道公街還有一定的規模:84。

### 城外
根據史冊記載，在舊城北門外，有著文廟與城隍廟等官廟，還有鎮福社等廟宇:132。
| 名稱       | 創建年代                 | 位置         | 備註                                           |
| ---------- | ------------------------ | ------------ | ---------------------------------------------- |
| 文廟       | 康熙廿五年（1686年）     | 北門外       | 現為舊城國小，僅存崇聖祠                       |
| 名宦祠     | 創建莫考                 | 學宮內       |                                                |
| 忠義孝悌祠 | 雍正元年（1722年）       | 學宮左       |                                                |
| 城隍廟     | 康熙五十七年（1718年）   | 北門外文廟旁 |                                                |
| 天后宮     | 康熙廿二年（1683年）     | 左營         |                                                |
| 先農壇     | 乾隆卅九年（1774年）     | 東門外       | 神像今存於左營豐穀宮、左營店仔頂慈德宮         |
| 東瀛社     | 道光廿九年（1849年）     | 東門外       | 神像今存於左營豐穀宮                           |
| 福德祠     | 道光廿九年（1849年）     | 南門外       |                                                |
| 鎮福社     | 永曆十六年（1662年）     | 北門外       |                                                |
| 真武廟     | 康熙五十八年（1719年）前 | 左營蔀後鄉   | 有爭議，一說為左營元帝廟，另一說為廍後北極殿。 |
| 泗洲寺     | 創建莫考                 | 西門外       |                                                |

另外北門外有埤仔頭街、店仔頂街兩個街肆，在縣治遷移後仍持續發展:133。而北門外的聚落又可分為一到七甲，六、七甲開發較早，多住富有地主，一到五甲則多為住著佃農:133。各甲資訊如下:133：
| 名稱 | 範圍                       | 居民姓氏                               | 信仰主神                 | 備註     |
| ---- | -------------------------- | -------------------------------------- | ------------------------ | -------- |
| 一甲 | 菜公路以南、孔營路以北     | 余、麥、韓、王、黃、藍、郭、劉、陳、周 | 中壇元帥（豐穀宮）       |          |
| 二甲 | 孔營路到二甲巷             | 蘇、柯、林、黃、李、曾、歐鍾           | 夫人媽（元帝廟）         |          |
| 三甲 | 二甲巷到三甲巷             | 黃、柯、陳、林、蘇                     | 福德正神（元帝廟）       | 黃為大姓 |
| 四甲 | 三甲巷到元帝路             | 謝、陳、曾、林、黃、楊                 | 朱府千歲（元帝廟）       |          |
| 五甲 | 元帝路到五甲巷             | 謝、陳、楊、李                         | 北極玄天二上帝（元帝廟） |          |
| 六甲 | 五甲巷到慈德宮             | 李、黃、韓、周、曾                     | 天上聖母（慈德宮）       |          |
| 七甲 | 城隍廟以北（左營大路兩側） | 謝、陳、曾、黃、蘇、藍、林             | 福德正神（慈德宮）       | 店仔頂街 |

## 見城計畫
「左營舊城見城計畫」簡稱「見城計畫」，是高雄市政府文化局在2016年所提出，計畫重建鳳山縣舊城的計畫:184。該計畫又可再細分成五個部分:184：
| 項目名             | 對應區域 | 具體內容 | 備註 |
| ------------------ | -------- | --- | ---- |
| 重建臺灣第一座石城 | 東門段   | 將東門南北兩段城牆納入國定古蹟範圍，排除佔用並加以修復。同時讓護城河恢復通水。                                               |      |
| 縫合龜山串接蓮潭   | 北門段   | 將北門段的城牆納入古蹟範圍，排除佔用並加以修復。東門段與北門段之間被勝利路穿過的部分，計畫以「空中馬道」連接起來。           |      |
| 歷史堆疊城市考古   | 西門段   | 考古確認西門段的殘跡，透過展示手法重塑演繹消失的城牆與城門。                                                                 |      |
| 舊城門戶重塑再造   | 南門段   | 改造道路路形與交通系統，並配合地下道，使圓環化的南門能與舊城其他部分連接。                                                   |      |
| 貫穿古今散步舊城   | 城內     | 建置「舊城館」（後來名為見城館）來介紹鳳山縣舊城。將西門內、舊城遺址、三角公園、南門廣場間的區域規畫成「舊城遺跡歷史公園」。 |      |

### 條列
- 曾光正主編，《左營鳳山縣舊城建城180週年導覽手冊》，2006年，高雄市政府文化局。
- 高雄市政府建設局編印，《左營蓮池潭觀光導覽手冊》，高雄市政府建設局。
- 戴震宇等著，吳麗雯、賴佩茹主編，《臺灣歷史全記錄》，遠足文化。

## 外部連結
- 文化部文化資產局——鳳山縣舊城 （页面存档备份，存于）
- 高雄市政府文化局——鳳山縣舊城